# 蒲生貞秀
蒲生 貞秀（がもう さだひで）は、室町時代後期から戦国時代にかけての武将・歌人。

## 生涯

### 蒲生氏を継ぐ
蒲生氏13代当主蒲生秀綱の実弟で和田氏を継いでいた和田政秀（秀憲）の子として誕生。男児のなかった伯父の秀綱の娘を娶って蒲生氏の家督を相続して14代当主となると同時に、蒲生貞秀と名乗る。
応仁の乱においては東軍方であり、義兄弟の小倉実澄（お互いの妻が姉妹）などと行動を共にした。また、応仁・文明年間（1467年 - 1486年）に音羽城を築城し、城主となった。
近江国南部の有力国人として室町幕府と結びついており、延徳3年（1491年）における第2次六角高頼征伐（延徳の乱）の際に10代将軍・足利義材から蒲生郡散在所職名田以下の所領の安堵を受けた。しかし、明応の政変で義材が失脚すると11代将軍・足利義澄と六角高頼との間で和議が成り、しだいに高頼は南近江で勢力を盛り返した。明応4年（1495年）に高頼が近江守護に返り咲くと蒲生氏も南近江の勢力として実質的に六角氏の組下に属すことになる。
同年に貞秀は52歳で出家。長男の秀行に家督を譲り智閑（知閑）と号する。また、次男の高郷を高頼に出仕させ、三男の秀順は音羽姓を名乗り細川氏へと仕えさせた。
時期は不明であるが、貞秀は東坊城家の分家である西坊城顕長の娘の言子を後室に迎えている。彼女は文正元年（1466年）に12歳で後土御門天皇の内侍に召されて新内侍と呼ばれていたが、文明4年（1472年）に後花園院に仕えていた宗家の東坊城益長の娘である左衛門督局が内侍として内裏に復帰するとどちらを上位とするかで争いとなり、その争いに敗れた言子は宮中を去って貞秀に嫁いだ。明応9年（1500年）、後土御門天皇が崩御した際に出家して（西入道）知祐と名乗っていた顕長が近江から上洛して宗家の当主である東坊城和長（益長の孫）の配慮で特に新帝である後柏原天皇への拝謁が許された（『明応凶事記』）とあり、顕長も貞秀を頼って下向したと推定される。また、永正10年（1513年）、蒲生貞秀から妻で故大蔵卿入道顕長の娘である菅内侍（東西坊城家は菅原氏）の一周忌に際して法華経に因んだ和歌を詠んでほしいという依頼を受けた三条西実隆が和歌を贈ったことが実隆の歌日記である『再昌章』（永正10年10月10日条）に記されており、彼女が永正9年（1512年）に没したことが判明する。

### 六角氏との共闘
明応6年（1497年）には美濃国で起きた先の船田合戦で高頼が石丸利光を支援した報復を受け、貞秀ら蒲生家は六角方として斎藤妙純（利国）・京極高清らと交戦している。
文亀2年（1502年）に起こった高頼と伊庭貞隆との間の抗争でも高頼を支持。当初は高頼側が優勢だったものの伊庭氏が細川政元が派遣した赤沢朝経の支援を得て反撃に出ると、逆に高頼側は馬淵城・青地城・永原城らを次々と失陥し窮地に立たされる。すると高頼は観音寺城を捨て、貞秀の居城である音羽城に入城し、音羽城は伊庭貞隆と赤沢朝経に包囲・攻撃されたが持ちこたえ、高頼が折を見て政元との講和を締結させると伊庭方も戦いを継続できず兵を退いた。

### 晩年
六角氏に属した働きが多くなった蒲生家であるが幕府奉公衆のような働きもしていたようで、永正7年（1510年）には復権した10代将軍・足利義稙（義材から改名）の要請を受けて、先の将軍である足利義澄を匿った九里信隆の守る水茎岡山城攻めに幕府軍として参加している。
蒲生氏の名籍を継いでいた長男の秀行は永正10年（1513年）に貞秀に先立って亡くなっており、次男の高郷が蒲生家の家督を強く望んだが、貞秀は秀行の子で自身の嫡孫である秀紀を後継に据えた。しかしながら後年になって遺恨となり、秀紀と高郷の間で家督争いが生じている。
永正11年（1514年）、死去。享年71。

## 人物・逸話
- 歌人としても知られており、『新撰菟玖波集』に5首が選ばれているほか[5]、家集に『蒲生智閑和歌集』三巻がある[5]。飛鳥井家の雅親・雅康・雅俊・三条西実隆などと交わり、連歌師の宗祇・宗碩とも交流を持った[5][11]。宗祇から古今伝授を受け、歌書も贈られたようである[5]。三条西実隆とは毎月20日に月次会を催し[5]、飛鳥井雅綱からは『雅俊百首』を贈られた[5]。なお『貞秀朝臣集』は別人の歌集である[5]。
- 出家した後も隠居せずに戦場に出向いており、阿弥陀仏を槍の先にかけて念仏を唱えながら戦に臨んでいた。信楽院本尊の阿弥陀仏がこの時貞秀の使っていたものであると伝わっており「槍かけ本尊」と呼ばれている。
- 民衆は「知閑が念仏、持是院（斎藤妙純）が頭巾、申して無益、して無益」と出家してなお武を誇る貞秀を揶揄した歌を残している[11]。
- 日野の地で発見された根が淡紅色の珍しい野菜を漬けたところ美味であったので、飛鳥井雅親に贈ったところ、雅親もこれを気に入り、後柏原天皇にも献上された[11][12][13]。後柏原天皇は「近江なる檜物の里の桜漬け これや小春のしるしなるらむ」との歌を貞秀に贈った[12][13]。以後、この野菜は「日野菜」、日野菜の漬物は「桜漬」と呼ばれるようになり[13][11]、蒲生氏上洛の際には必ず献上する事になった。
- 元禄8年（1695年）刊行の『蒲生軍記』は「武芸はいふに及ばず、歌道にも達したり」と文武両道を讃えている[14]。宝暦2年（1753年）刊行の奇談集『新編奇怪談』に言及されるなど、江戸時代までは歌人としてそれなりの知名度があったようである[14]。